# 고창 분청사기 요지
고창 분청사기 요지(高敞 粉靑砂器 窯址)는 대한민국 전북특별자치도 고창군 부안면 수동리에 있는 분청사기 가마터이다. 1977년 1월 22일 대한민국의 사적 제250호로 지정되었다.

## 개요
전북 고창군 수동리에 있는 분청사기 가마터로, 구릉 위 작은 저수지의 경사진 언덕에 자리하고 있으며, 가마벽 부분·도자기 만들던 도구·분청사기 조각들이 널려있다.
그릇은 대접·접시·잔·항아리·큰사발 조각이 주류를 이루며, 유약의 색은 회청색을 띠고 그릇을 빚던 흙에는 이물질이 많이 섞여 있다. 문양은 연꽃무늬, 물고기 무늬, 모란무늬 들이 대범하게 그려져 있다.
특히 접시 중에는 내담사의 도장이 찍혀 있어 주목된다. 이러한 내담사의 도장은 전라도지방의 분청사기 가마터에서 널리 발견되는 것으로 내담사에서 사용하던 그릇을 만들었음을 알려주고 있다. 만든시기는 출토된 유물로 보아 15세기 후반에서 16세기 전반으로 여겨진다.

## 같이 보기
- 분청사기

## 참고 자료
- 고창 분청사기 요지 - 국가유산청 국가유산포털